# Adam Ståhl
Adam Mikael Sven Ståhl (sinh 8 tháng 10 năm 1994) là một cầu thủ bóng đá Thụy Điển thi đấu ở vị trí tiền vệ cho câu lạc bộ Kardemir Karabükspor ở Süper Lig.

## Sự nghiệp chuyên nghiệp
Ståhl bắt đầu sự nghiệp bóng đá với Norrby IF, và giúp đội bóng thăng hạng Superettan. Anh ra mắt ở Superrettan cho Norrby trong trận hòa 1-1 với Trelleborgs FF ngày 17 tháng 4 năm 2017.
Ståhl kí bản hợp đồng 2,5 năm với Kardemir Karabükspor ngày 6 tháng 1 năm 2018, sau một mùa giải thành công với Norrby IF. Ståhl ra mắt chuyên nghiệp cho Kardemir Karabükspor trong trận thua 5-0 tại Süper Lig trước İstanbul Başakşehir F.K. ngày 29 tháng 1 năm 2018.